# Eurytoma neesii
Eurytoma neesii är en stekelart som beskrevs av Walker 1852. Eurytoma neesii ingår i släktet Eurytoma och familjen kragglanssteklar.
Artens utbredningsområde är Tyskland. Inga underarter finns listade i Catalogue of Life.